# Musée du patrimoine traditionnel de Kesra
Le musée du patrimoine traditionnel de Kesra est un musée situé à Kesra en Tunisie.

## Bâtiment
Le musée, fondé en 2009, se trouve dans le vieux village de Kesra, au pied de la citadelle byzantine. Le bâtiment est construit en pierre sèche conformément aux traditions locales. Le musée couvre une superficie de 436 m2 répartie sur deux étages.

## Collection
La collection du musée est constituée de 176 objets relatant la vie du village et issus de l'artisanat local, plus particulièrement le tissage et la poterie,.